# Parc national de Banke
Le parc national de Banke est un parc national du Népal, situé dans la région de développement Moyen-Ouest. Le parc a été inauguré en 2010 et est le dixième parc national du pays. Il couvre 550 km2 et inclut majoritairement le Siwalik. La zone tampon couvre 344 km2.

## Flore
La flore du parc se compose de 113 espèces d'arbre, 107 espèces de plantes et 85 espèces de buissons.

## Faune
Parmi les résidents du parc, on trouve le tigre du Bengale et l'antilope tétracère. En 2014, une mangouste de Smith a été repérée dans le parc.